# Brich dem Hungrigen dein Brot, BWV 39

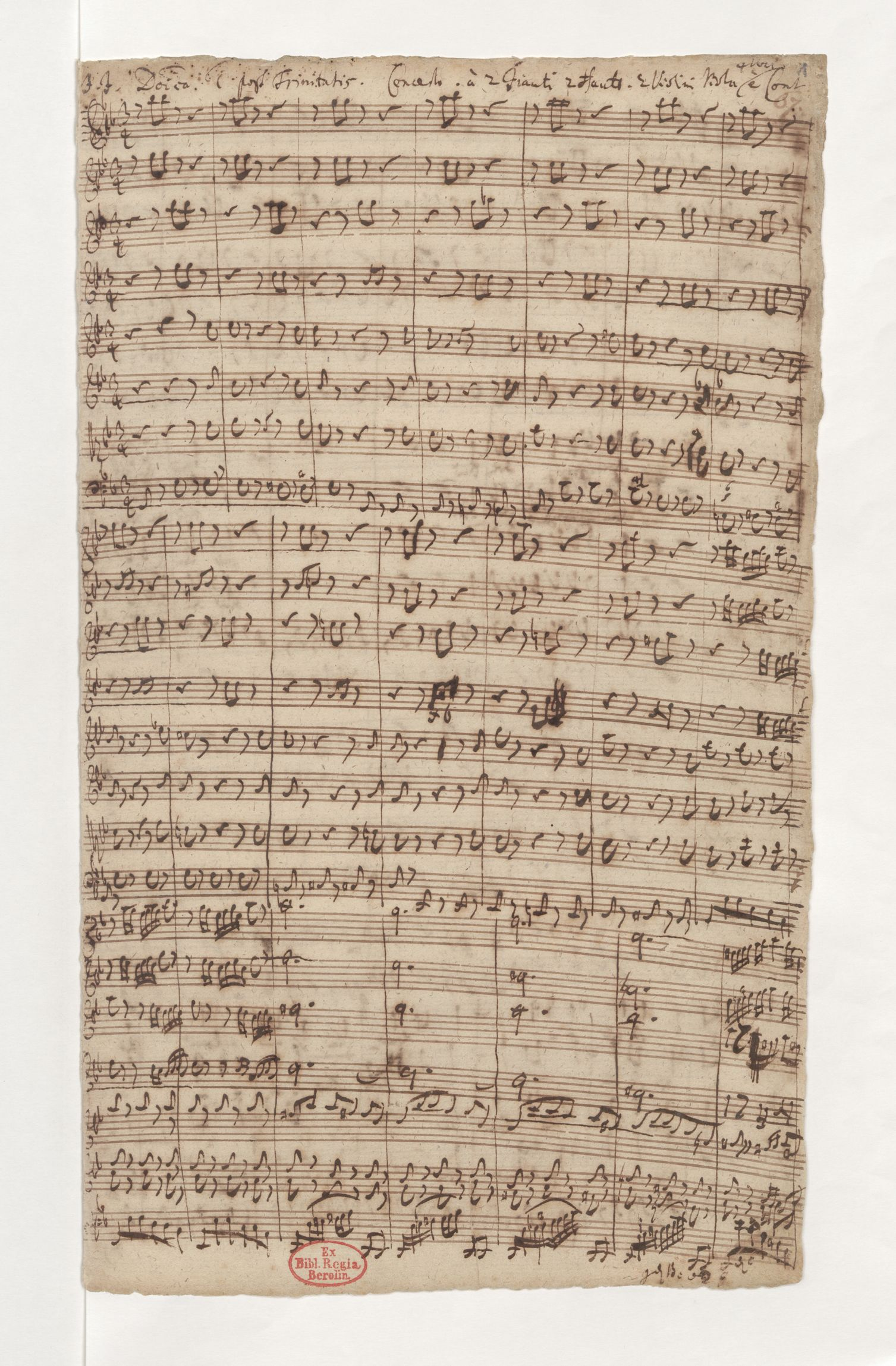
Sinfonía inicial de la partitura autógrafa de Bach.

Brich dem Hungrigen dein Brot, BWV 39 (Comparte tu pan con los hambrientos) es una cantata de iglesia escrita por Johann Sebastian Bach en Leipzig para el primer domingo después de la Trinidad y estrenada el 23 de junio de 1726.
Aproximadamente tres años antes, en el primer domingo después de la Trinidad de 1723, Bach había tomado posesión del puesto de Thomaskantor y empezó su primer ciclo de cantatas para los eventos del año litúrgico. En el primer domingo después de la Trinidad de 1724 empezó su segundo ciclo formado por cantatas corales. Como no compuso ninguna obra nueva para este mismo día de 1725, Brich dem Hungrigen dein Brot se considera parte de su tercer ciclo de cantatas.
El texto data de una colección de 1704 atribuida al duque Ernesto Luis I de Sajonia-Meiningen. La estructura simétrica de siete movimientos es típica de esta colección, que empieza con una cita del Antiguo Testamento, alcanza el culmen con una cita central del Nuevo Testamento y concluye con un coral. El tema es una invocación a estar agradecidos por los dones de Dios y a compartirlos con los necesitados.
Bach arregló el movimiento inicial como una estructura coral compleja, mientras que el movimiento central es un simple solo para la voz de bajo, tradicionalmente considerada la voz de Jesús. La instrumentación está formada por viento madera y cuerda, incluyendo flautas de pico como símbolo de la pobreza, la necesidad y la humildad. Esta fue posiblemente la última vez que Bach incluyó flautas de pico en la orquestación de sus cantatas.

## Historia
Bach compuso esta obra durante su estancia como Thomaskantor en Leipzig para el primer domingo después de la Trinidad. Este día marca el comienzo de la segunda mitad del año litúrgico, "en la que se analizan cuestiones fundamentales de la fe y de la doctrina". El año anterior, Bach había tomado posesión del cargo de Thomaskantor en Leipzig. Este puesto implicaba responsabilidades tales como la educación del Thomanerchor, las interpretaciones musicales en los servicios regulares en Thomaskirche y en Nikolaikirche, y hasta 1725 también para uno o dos servicios en Paulinerkirche. Bach había empezado a componer una cantata prácticamente para cada domingo y festivo del año litúrgico, un proyecto que Christoph Wolff describió como "una empresa artística de la mayor escala". El primer domingo después de la Trinidad de 1724 comenzó el proyecto de componer exclusivamente cantatas corales, basadas en el principal himno luterano para cada respectiva ocasión. Tras dos años de composición de cantatas convencionales, Bach interpretó una cantata de su pariente Johann Ludwig Bach para el primer domingo después de la Trinidad de 1725 y no fue hasta un año más tarde, al inicio de su cuarto año en el puesto, que compuso Brich dem Hungrigen dein Brot para la ocasión.
La cantata fue interpretada por primera vez el 23 de junio de 1726. Se considera que forma parte del tercer ciclo anual de cantatas de Bach en Leipzig. Mientras que el primer y segundo ciclos abarcaban un año, conforme a Christoph Wolff, las cantatas del tercer ciclo datan de un periodo que empezó el primer domingo después de la Trinidad, el 3 de junio de 1725, y que duró unos tres años. El musicólogo Julian Mincham señala que "Bach aportó un significado personal a este día en particular y en consecuencia solicitó para desfilar una obra de considerable sustancia".

## Análisis

### Texto

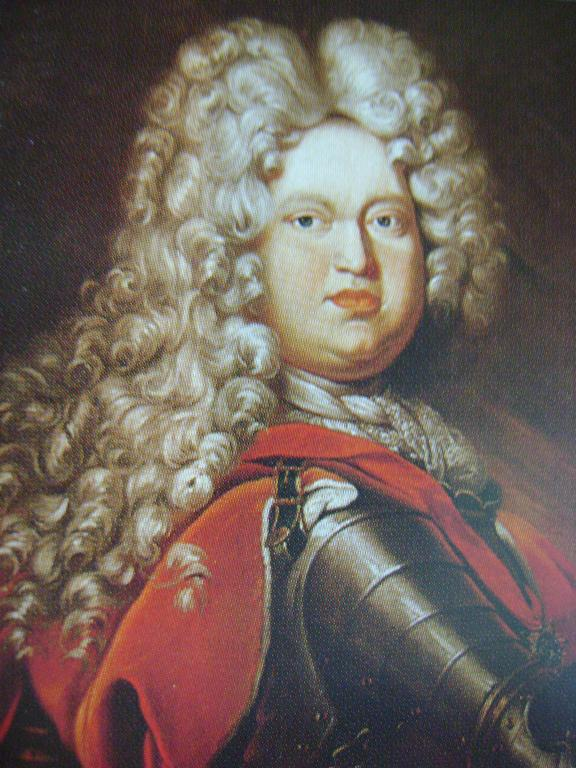
Ernesto Luis I de Sajonia-Meiningen, posible libretista.

Las lecturas establecidas para ese día eran de la primera epístola de Juan, "Dios es amor" (1 Juan 4:16-21), y del evangelio según San Lucas, la parábola del rico epulón y el pobre Lázaro (Lucas 16:19-31).
Mientras la primera cantata de Bach para esta mismo evento, Die Elenden sollen essen, BWV 75 (1723), se había concentrado en el contraste entre ricos y pobres y la segunda, O Ewigkeit, du Donnerwort, BWV 20 (1724), había reflexionado sobre el arrepentimiento; el tema de Brich dem Hungrigen dein Brot era ser agradecidos por los dones de Dios y compartirlos con los necesitados.
Según Christoph Wolff y Klaus Hofmann el texto de la cantata fue tomado de una colección que se atribuye al duque Ernesto Luis I de Sajonia-Meiningen. El compositor de la corte Johann Ludwig Bach ya había puesto música a obras de esta colección, las cuales Bach había interpretado con frecuencia en 1725. Todas empiezan con una cita del Antiguo Testamento, después se centran en un pasaje del Nuevo Testamento en el movimiento central. El libretista organizó el texto en siete movimientos poéticos, divididos en dos partes. Ambas partes se abren con una cita bíblica, que no está tomada de las lecturas establecidas como en muchas otras cantatas. La parte 1 empieza con una cita del Libro de Isaías (Isaías 58:7-8), la parte 2 empieza con una cita de la epístola a los hebreos (Hebreos 13:16), que forma el texto del cuarto movimiento. La primera parte deriva de las palabras del profeta un llamamiento a amar al prójimo y de compartir los dones de Dios, la segunda parte se ocupa de manera similar del agradecimiento por los dones de Dios y hace una promesa de amar al prójimo y compartir. El poeta cerró la cantata con la sexta estrofa del himno "Kommt, laßt euch den Herren lehren" escrito por David Denicke en 1648, que sintetiza las ideas. Este himno se canta con la melodía de "Freu dich sehr, o meine Seele", que fue codificada por Louis Bourgeois cuando arregló el Salmo 42 en su colección Pseaumes octante trios de David (Ginebra, 1551). Parece que Bourgeois estuvo influenciado por la canción profana "Ne l'oseray je dire" recogida en el Manuscrit de Bayeux que fue publicado hacia 1510.

### Instrumentación
La obra está escrita para tres solistas vocales (soprano, alto y bajo) y un coro a cuatro voces; dos flautas de pico, dos oboes, dos violines, viola y bajo continuo. Las flautas dulces (flauti dolci) son una representación simbólica de la pobreza, la necesidad y la humildad. Esta fue posiblemente la última vez que Bach incluyó flautas de pico en la orquestación de sus cantatas.

### Estructura
Consta de siete movimientos, organizados en dos partes para ser interpretadas antes y después del sermón.
Parte 1
1. Coro: Brich dem Hungrigen dein Brot
2. Recitativo (bajo): Der reiche Gott
3. Aria (alto): Seinem Schöpfer noch auf Erden

Parte 2
1. Solo de bajo: Wohlzutun und mitzuteilen vergesset nicht
2. Aria (soprano): Höchster, was ich habe
3. Recitativo (alto): Wie soll ich dir, o Herr
4. Coral: Selig sind, die aus Erbarmen

La cantata se organiza simétricamente alrededor del movimiento central sobre las palabras del Nuevo Testamento. Los movimientos 1 y 7 son corales, 2 y 6 recitativos, 3 y 5 arias en dos secciones cada una, ninguna de las que utilizan la forma da capo.
El texto del Antiguo Testamento del primer movimiento es largo y "polifacético". El coro inicial sigue estas palabras en una compleja arquitectura de tres secciones, la primera y la tercera sección compuesta a su vez de tres partes. La primera sección comienza con un estribillo en dos partes y culmina en un exposición fugada en las cuatro voces. La segunda sección se inicia con el cambio a compás de 4/4; se caracteriza por una textura completa y una melodía fluida. El coro vuelve entonces a una métrica ternaria para la última sección, que incluye dos fugati a cuatro voces. El movimiento combina elementos del motete que sigue el texto, con composición en polifonía, desarrollando sus diferentes ideas. Seth Lachterman explica el inicio del movimiento así:

«El texto del movimiento es una paráfrasis de Isaías 58:7-8 en la que la entrega de alimentos, vivienda y ropa a los necesitados se considera divino, transformando acto de caridad ... La primera sección ... retrata literalmente la distribución de pan a los hambrientos "distribuyendo" acordes en staccato entre las diferentes fuerzas musicales (flautas, oboes y cuerda).»

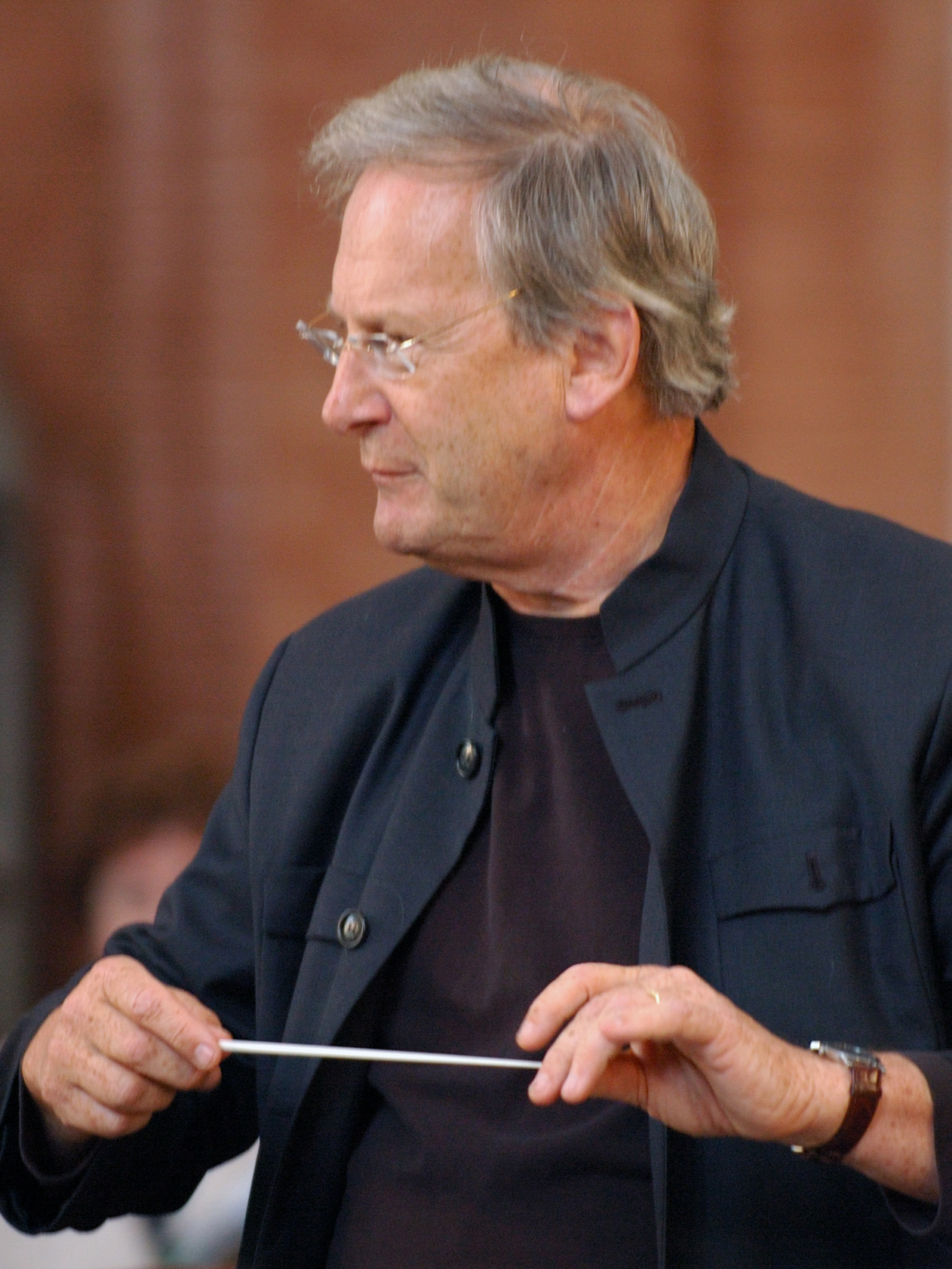
John Eliot Gardiner, 2007.

John Eliot Gardiner, que dirigió el Bach Cantata Pilgrimage con el Coro Monteverdi en 2000, indica:

«El coro inicial es multi-seccional e inmenso, de 218 compases. Después de 93 compases el compás cambia a 4/4: los bajos empiezan sin acompañamiento y después les responden todas las voces e instrumentos muy en el viejo estilo de cantatas de Bach en Weimar, con un contra-tema florido para sugerir la "ropa" de los indefensos. En el compás 106 el compás cambia a 3/8 (de nuevo un rasgo de Weimar) y los tenores dirigen en la primera de las dos exposiciones fugadas separadas por un interludio con una coda. La sensación de alivio después del pathos asfixiante de las secciones iniciales es palpable y llega a una chisporroteante conclusión homofónica con 'und deine Besserung wird schnell wachsen' ('y tu salud brotará con rapidez'). Los bajos ahora instigan la segunda exposición fugada, "la gloria del Señor será tu recompensa". Después de tanto pathos, la coda final liderada por las sopranos 'und die Herrlichkeit des Herrn wird dich zu sich nehmen' libera la energía acumulada en una explosión de alegría.»

Un recitativo secco para bajo conduce hasta el aria para alto con oboe obbligato y violín con concluye la parte 1. El aria contiene tres imágenes principales: "la imitación, el último éxtasis celestial y la dispersión de semillas fértiles".
El movimiento 4 es cantado por el bajo, la vox Christi (voz de Jesús), como si Jesús dijera él mismo las palabras que Pablo escribió a los hebreos: "Wohlzutun und mitzuteilen vergesset nicht" (No olvidéis la beneficencia y la limosna). El estilo es típico en el tratamiento de Bach de tales palabras, entre arioso y aria. El acompañamiento es asimétrico y repetitivo, casi un basso ostinato. El aria para soprano va acompañada por dos flautas dulces obbligato al unísono. El ritornello es simple y fluido, mientras que la línea vocal "tiene, a veces, la calidad de una canción folclórica". El penúltimo movimiento, un recitativo para alto, es acompañado por densos acordes de la cuerda. El coral de cierre, "Selig sind, die aus Erbarmen" (Bienaventurados los que por caridad) es un arreglo a cuatro voces, "simétrico y predecible hasta las dos últimas frases" de dos compases y medio cada una. Gardiner afirma que todos los movimientos posteriores quedan "empequeñecidos por la inmensidad, el vigor, la flexibilidad y la imaginación del coro inicial, cada frase de su texto traducido en música de excelente calidad".

## Discografía selecta
De esta pieza se han realizado una serie de grabaciones entre las que destacan las siguientes.
- 1952 – J.S. Bach: Cantatas BWV 39, 79. Fritz Lehmann, Berliner Motettenchor, Berliner Philharmoniker, Gunthild Weber, Lore Fischer, Hermann Schey (Archiv Produktion)
- 1960 – J.S. Bach: Cantatas BWV 32 & 39, Wolfgang Gönnenwein, Süddeutscher Madrigalchor, Consortium Musicum, Edith Mathis, Sybil Michelow, Franz Crass (EMI)
- 1960 – Kodaly: Harry-Janos Suite for Orchestra; Bach: Cantata BWV 39. Diethard Hellmann, Bachchor und Bachorchester Mainz, Nobuko Gamo-Yamamoto, Martha Kessler, Jakob Stämpfli (SWF)
- 1973 – Les Grandes Cantates de J.S. Bach Vol. 28. Fritz Werner, Heinrich-Schütz-Chor Heilbronn, Württembergisches Kammerorchester Heilbronn, Ingeborg Reichelt, Barbara Scherler, Bruce Abel (Erato)
- 1975 – Bach Cantatas Vol. 3. Karl Richter, Münchener Bach-Chor, Münchener Bach-Orchester, Edith Mathis, Anna Reynolds, Dietrich Fischer-Dieskau (Archiv Produktion)
- 1975 – J.S. Bach: Das Kantatenwerk Vol. 3. Gustav Leonhardt, Knabenchor Hannover, Leonhardt-Consort, René Jacobs, Max van Egmond (Teldec)
- 1982 – Die Bach Kantate Vol. 40. Helmuth Rilling, Gächinger Kantorei, Bach-Collegium Stuttgart, Arleen Augér, Gabriele Schreckenbach, Franz Gerihsen, (Hänssler)
- 1991 – J.S. Bach: Cantatas. Philippe Herreweghe, Collegium Vocale Gent, Agnès Mellon, Charles Brett, Peter Kooy (Virgin Classics)
- 2000 – Bach Edition Vol. 19: Cantatas Vol. 10. Pieter Jan Leusink, Holland Boys Choir, Netherlands Bach Collegium, Ruth Holton, Sytse Buwalda, Bas Ramselaar (Brilliant Classics)
- 2000 – Bach Cantatas Vol. 1. John Eliot Gardiner, Monteverdi Choir, English Baroque Soloists, Gillian Keith, Wilke te Brummelstroete, Dietrich Henschel (Soli Deo Gloria)
- 2001 – J.S. Bach: Cantatas for the First and Second Sundays After Trinity. Craig Smith, Emmanuel Music, Jayne West, Pamela Dellal, Mark McSweeney (Koch International)
- 2002 – J.S. Bach: Complete Cantatas Vol. 16. Ton Koopman, Amsterdam Baroque Orchestra & Choir, Johannette Zomer, Bogna Bartosz, Klaus Mertens (Antoine Marchand)